# Gaita gallega

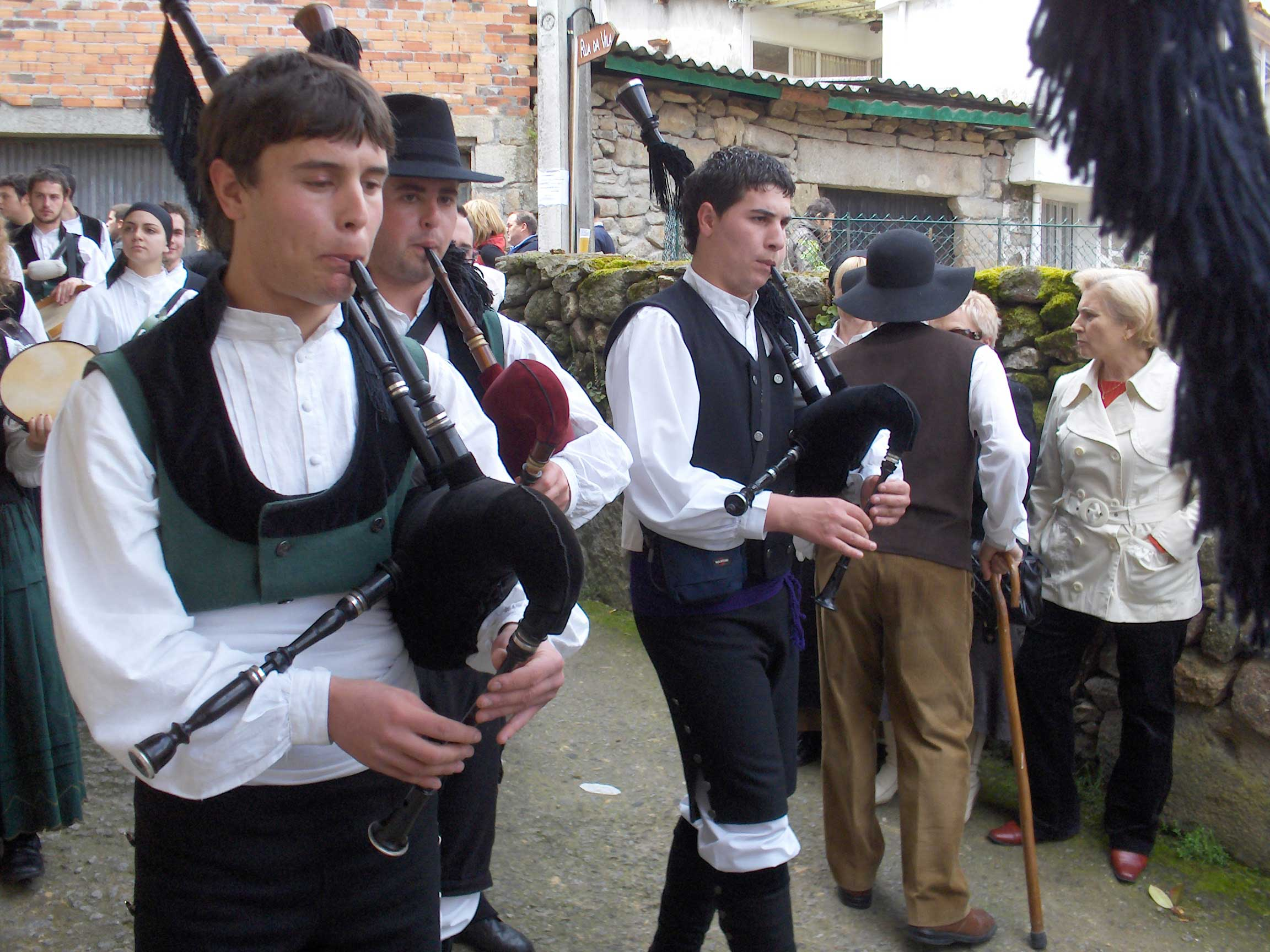
Gaiteros en una romería.

La gaita gallega es un instrumento de viento madera propio de Galicia, el norte de Portugal, el oeste de Asturias, el Bierzo y Sanabria. Es el símbolo por excelencia de la música tradicional gallega. En su forma original, consiste en un tubo preformado (punteiro), provisto de caña e insertado dentro de un odre llamado fol, que es la reserva de aire. El gaitero para tocar llena de aire el fol y lo va comprimiendo con su brazo para mantener la salida de aire con sonido (tempero). A este primitivo instrumento se le unió un roncón, es decir otro tubo que da la nota continua.
Partes de la gaita gallega:
La gaita gallega consta de:

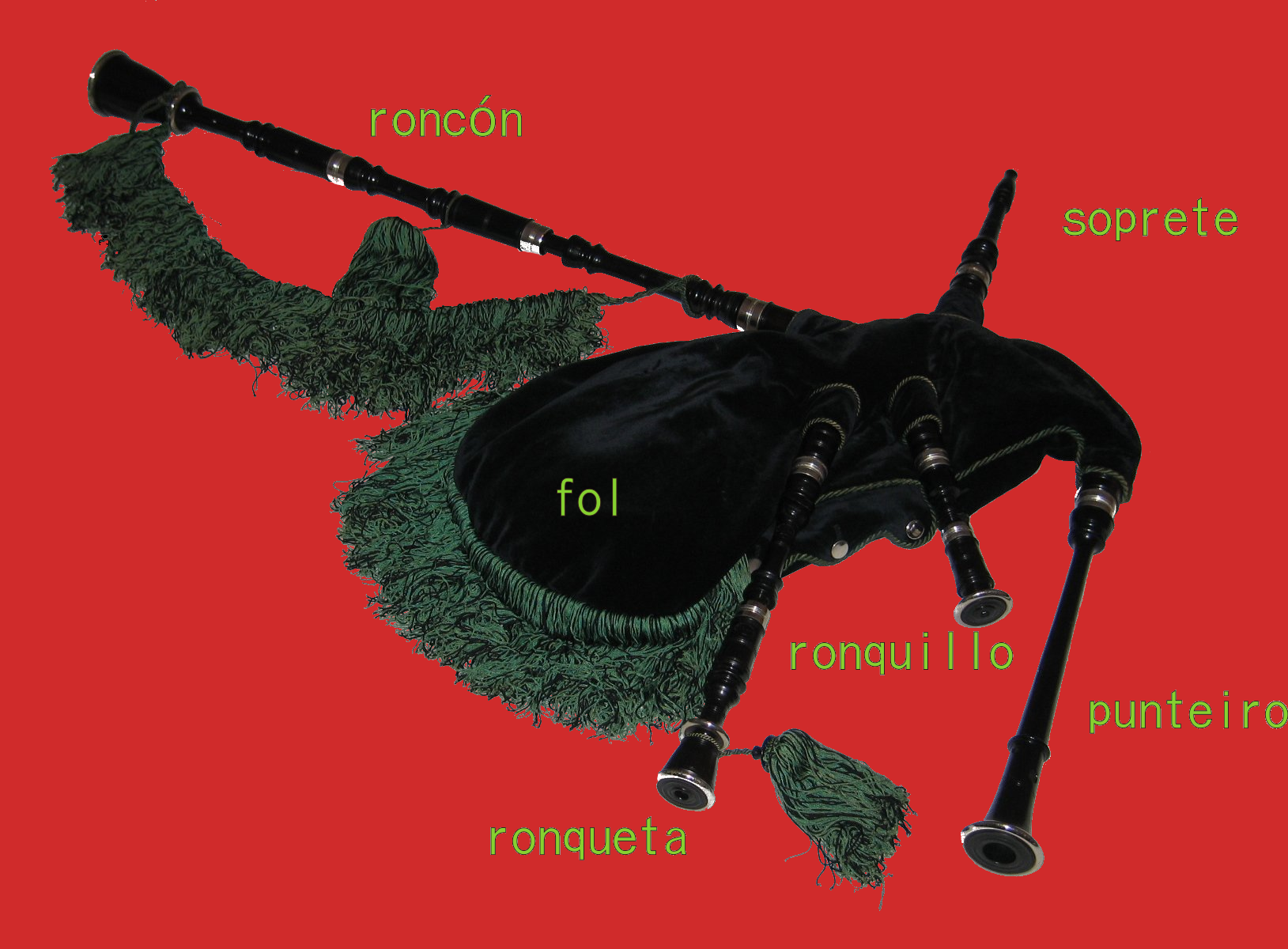
Gaita fabricada por José Manuel Seivane.

- Un soplete, con el que se introduce el aire en el fuelle.
- Un puntero, con el que se puede tocar en "abierto", o en "cerrado".
- Un fuelle, donde se almacena el aire que hace que el instrumento suene.
- Un roncón, el tubo que se apoya sobre el hombro del gaitero, que está afinado dos octavas por debajo de la tónica del puntero.
- Un ronqueta, el tubo que se apoya sobre el antebrazo derecho del gaitero, que está afinado una octava por debajo de la tónica del puntero y una octava por encima del roncón.
- Un ronquillo, el tubo que sale del fuelle paralelo al ronquete, que está afinado igual que la tónica del puntero, una octava por encima de la ronqueta y dos por encima del roncón.

El roncón se compone de tres piezas: la tercia o parte final, por donde sale el sonido y que acaba en la copa , la segunda y la prima. La ronqueta está compuesto de dos piezas, copa y prima. El ronquillo es de una sola pieza.
El roncón, la ronqueta y el ronquillo se afinan respecto al puntero mediante el deslizamiento telescópico de sus partes, de tal manera que el tubo resultante es más largo o más corto, adecuándose así a la longitud de onda de la nota emitida.
Las gaitas se adornan con grabados en la madera, diseños sobre el fuelle, farrapos y borlas. El color más empleado es el negro combinado con rojo o verde. Habitualmente se fabrica con madera de boj, palo santo y granadillo. Las "buxas" (los tubos que conectan las piezas) son tradicionalmente de cuerno o madera de boj, pero los modelos de metal o marfil (o de imitación) son cada vez más frecuentes. En la actualidad se utilizan fuelles de Gore-Tex, lengüetas sintéticas, válvulas más incrementadas, estabilizadores de bordones y controladores de la humedad interna de la bolsa.

## Evolución

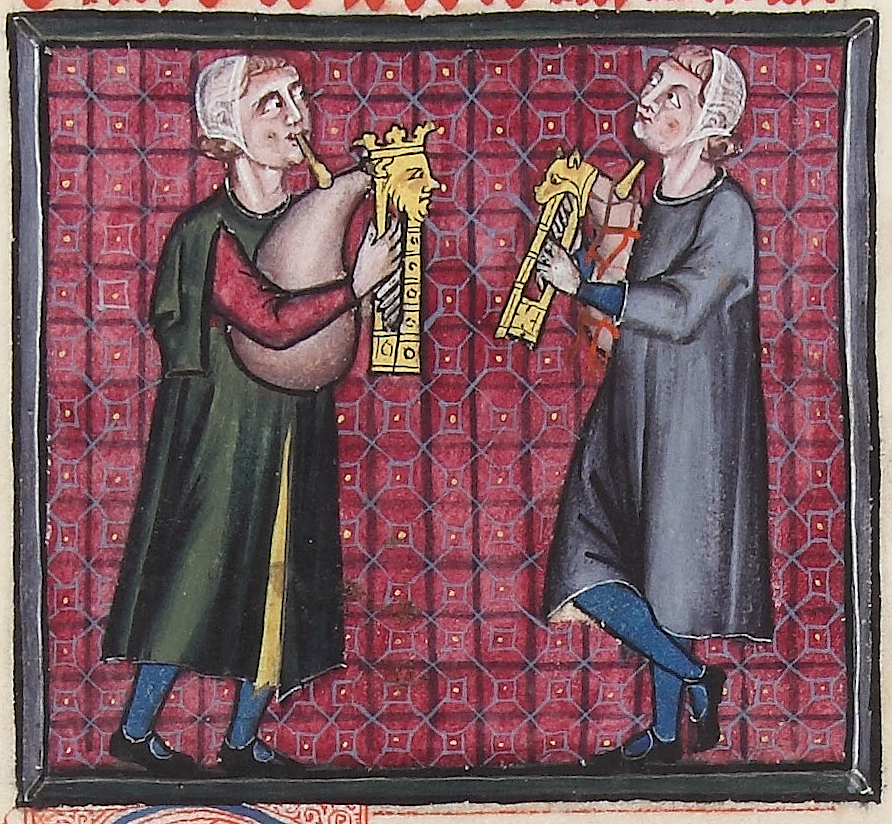
Representación de una gaita gallega en las Cantigas de Santa María

Las primeras representaciones gráficas de la gaita son de mediados del siglo XIII. Constaban entonces de fuelle, puntero y soplete, sin roncón. Coincidiendo con el desarrollo de la polifonía, se le añadieron los bordones y en la segunda mitad del siglo XIII y en el siglo XIV aparecen las gaitas con un roncón, con dos o sin ellos.
En la segunda mitad del siglo XIX se añadió el ronquillo como apoyo al puntero, colocado a su lado. Bien entrado el siglo XX aparece la ronqueta, más pequeña que el segundo roncón de los siglos anteriores.

## Tipos de gaitas empleadas en Galicia
Gaita "simple" (de un bordón): consta de soplete, fuelle, puntero y roncón afinado dos octavas más bajo que la tónica del puntero.
Gaita de dos bordones: además de ronco presenta ronqueta afinada (generalmente) una octava por debajo de la tónica del puntero.
Gaita de tres bordones: Además de roncón y ronqueta, presenta ronquillo. El ronquillo puede ser de palleta o pallón, afinado (generalmente) en el 5.º grado del puntero.
Gaita de palleta doble: Gaita de puntero, ronquillo de palleta y roncón. Se estendía a finales del siglo XX y primera mitad del siglo XX por las provincias de Pontevedra y La Coruña:) 
Gaita de barquín: Tipo de gaita conocida a principios del siglo XX en el área de Baixo Miño, al suroeste de la provincia de Pontevedra, en la cual el aire se insufla con un fuelle en lugar de un soplete.
Gaita de banda o marcial: adaptación estética de la gaita escocesa, en la que la ronqueta y el ronquillo se colocan sobre el hombro, paralelos al roncón. Suele estar afinada en Si bemol.
La existencia de este último tipo, introducida por la Real Banda de Gaitas de la Diputación de Orense a finales del siglo XX, provocó una fuerte controversia con los gaiteros "tradicionales".

## Ejecución

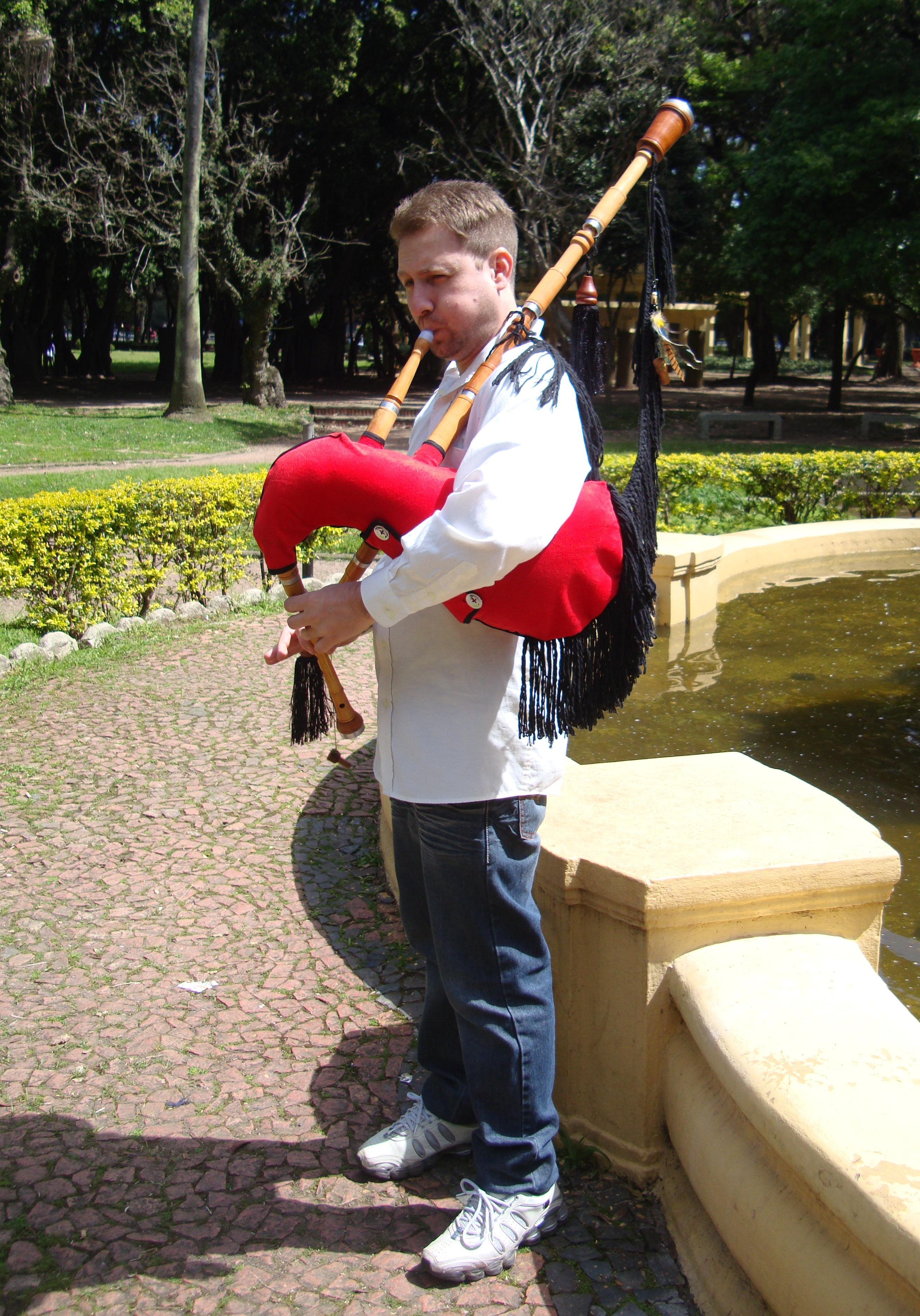
Gaitero.

Los gaiteros insisten en la dignidad de su oficio, que se debe transmitir con una postura correcta: la cabeza erguida, el fuelle bien colocado bajo el brazo, el roncón nunca paralelo al suelo, el soplete bien colocado en la boca, y esta nunca hinchada del aire que se va a soplar.
Para la gaita existen dos modos de digitación:
- Abierta: se levantan todos los dedos hasta la nota que se desea
- Cerrada: solo se levanta el dedo con el que se desea hacer la nota.

Dado que el chorro de aire es continuo, para separar las notas del mismo tono se recurre a dos técnicas:
- Picado: se realiza un golpe seco y rápido con los dedos, normalmente superiores a la nota que se quiere repetir, separándolos de los agujeros que tapan.
- Batemento: se golpea con uno o varios dedos simultáneamente sobre los agujeros abiertos del puntero.

No es habitual que un gaitero toque solo. Normalmente se reúnen dos o tres, que se acompañan de percusión: bombo y caja, panderetas, castañuelas, etc. Además de estos grupos de gaitas, en los años 90 aparecieron numerosas bandas de gaitas basadas en el modelo escocés.

## El mito celta
Entre las hipótesis menos consideradas por historiadores serios está el famoso mito celta. Para muchas personas, la gaita está asociada a los "pueblos celtas", los cuales habrían creado y desarrollado el instrumento. Muchas influencias modernas han contribuido a esta creencia, como el movimiento New Age  y la ignorancia de otros modelos más allá de la gaita escocesa.